# Brigida Nold
Brigida Nold (* 25. September 1958 in Buenos Aires) ist eine Schauspielerin.

## Leben
Nold absolvierte von 1978 bis 1979 eine Schauspiel- und Musicalausbildung an der Royal Academy of Dramatic Art in London. Von 1979 bis 1983 machte sie eine Schauspielausbildung an der Schauspiel-Akademie Zürich und am Konservatorium für Musik und Theater in Bern. Sie war zunächst am Kleintheater Kramgasse 6 in Bern und von 1983 bis 1985 am Theater 58 in Zürich engagiert. Dort spielte sie das Mädchen in Borcherts Draussen vor der Tür, Judith in Marc Camolettis Boeing-Boeing, Sarah in Martin Shermans Messias. Danach gastierte Nold unter anderem am Sommertheater Winterthur und am Atelier-Theater Bern. Dort spielte sie unter anderem:
- 1985 Delfine in Bahrs Das Konzert (unter der Regie von Wolfgang Schön)
- 1986 Miep in  Goodrichs und Hacketts Das Tagebuch der Anne Frank (unter der Regie von Reinhard Papula) sowie Cathleen in O’Neills Eines langen Tages Reise in die Nacht (unter der Regie von Wolfgang Schön)
- 1988 Deirdre in Brendan Behans Richards Korkbein sowie Laurie in der Schweizer Erstaufführung von Herb Gardners Ich bin nicht Rappaport (beide unter der Regie von Michael Wedekind)

Nold spielte am Stadttheater Bern:
- 1987 die Reiterin in der Uraufführung von E. Y. Meyers Sundaymorning (unter der Regie von Heidi und Werner Hutterli),
- 2000 Pasqua in Goldonis Streit in Chiozza (unter der Regie von Monika Neun).

Sie spielte auch am Kellertheater Goldige Schluuch in Winterthur. Sie ging mehrmals auf Tournee, unter anderem mit der Schauspieltruppe Zürich (für die sie Marianne in Franz und Paul von Schönthans Der Raub der Sabinerinnen spielte).
Auch gastierte Nold an diversen deutschen Bühnen:
Bei den Burgfestspielen Bad Vilbel spielte sie 1990 Luka in Shaws Helden (unter der Regie von Klaus Havenstein). Am Fritz Rémond Theater im Zoo in Frankfurt am Main spielte sie Agafja in Gogols Die Heirat. Sie spielte auch an der Komödie im Bayerischen Hof in München und am Wallgraben-Theater in Freiburg im Breisgau (Maggie in George Taboris Requiem für einen Spion).
Nold hatte zudem diverse Film-, Fernseh- und Hörspielrollen: Im Film Tage des Zweifels von 1991 spielte sie eine Politikerin. Im Film Beresina oder Die letzten Tage der Schweiz spielte sie 1999 Frau Bindschedler. 1997 spielte sie in einer Sendung von Aktenzeichen XY … ungelöst mit.
Nold lernte in Bern und Zürich Methodik und Didaktik des Sprachunterrichts. Sie gab Deutschkurse für Zugewanderte an der Klubschule Migros. Heute unterrichtet Nold das Fach Schriftliche Kommunikation an Schweizerischen Höheren Fachschulen, unter anderem an den WISS Schulen für Wirtschaft Informatik Immobilien.

## Publikationen
- Sprecherin für: Jürg Neuenschwander, Alex Sutter und Toni Linder: Raschida: keine Zeit für einen Schwatz: ein Dokumentarfilm. Bern: Direktion für Entwicklungszusammenarbeit und humanitäre Hilfe, 1994. OCLC 880438287